# David Rawlings
David Todd Rawlings är en amerikansk gitarrist, sångare, låtskrivare och musikproducent. Han är inte minst känd som långvarig samarbetspartner till musikern Gillian Welch. Hans eget debutalbum A Friend of a Friend gavs ut 2009.

## Karriär
Rawlings träffade Welch medan de båda studerade vid Berklee College of Music i Boston. Han medverkade 1996 på Welchs debutalbum Revival liksom på uppföljaren Hell Among the Yearlings två år senare. På Welchs tredje album, Time (The Revelator) (2001), gjorde han sin första insats som producent och han producerade även hennes fjärde album, Soul Journey (2003).
Rawlings medverkade 2000 på Ryan Adams solodebutalbum Heartbreaker, som inleds med en diskussion mellan Rawlings och Adams angående en Morrissey-låt och innehåller låten "To Be Young (Is to Be Sad, Is to Be High)", skriven av Rawlings och Adams. De skrev även låten "Touch, Feel & Lose" från Adams andra album Gold tillsammans. Rawlings har även bland annat medverkat på Bright Eyes album Cassadaga (2007). 
Som producent har Rawlings utöver Welch bland annat arbetat med bandet Old Crow Medicine Show, för vilka han producerade albumen Old Crow Medicine Show (2004) och Big Iron World 2006.
Med det egna bandet Dave Rawlings Machine gav Rawlings 2009 ut albumet A Friend of a Friend.

## Diskografi

### Soloalbum
- 2009 – A Friend of a Friend
- 2015 – Nashville Obsolete
- 2017 – Poor David's Almanack

### Album tillsammans med Gillian Welch
- 1996 – Revival
- 1998 – Hell Among the Yearlings
- 2001 – Time (The Revelator)
- 2003 – Soul Journey
- 2011 – The Harrow & The Harvest

### Bidrag på andra album
- 2000 – Swing Set – Ani DiFranco
- 2000 – Heartbreaker – Ryan Adams
- 2002 – Demolition – Ryan Adams
- 2004 – Old Crow Medicine Show – Old Crow Medicine Show
- 2004 – Spooked – Robyn Hitchcock
- 2007 – Cassadaga – Bright Eyes
- 2007 – Four Winds – Bright Eyes
- 2008 – Swim – Whispertown 2000
- 2009 – Sara Watkins – Sara Watkins